# Palmview (Texas)
Palmview es una ciudad ubicada en el condado de Hidalgo en el estado estadounidense de Texas. En el Censo de 2010 tenía una población de 5.460 habitantes y una densidad poblacional de 746,77 personas por km².

## Geografía
Palmview se encuentra ubicada en las coordenadas 26°13′49″N 98°22′44″O / 26.23028, -98.37889. Según la Oficina del Censo de los Estados Unidos, Palmview tiene una superficie total de 7.31 km², de la cual 7.31 km² corresponden a tierra firme y (0%) 0 km² es agua.

## Demografía
Según el censo de 2010, había 5.460 personas residiendo en Palmview. La densidad de población era de 746,77 hab./km². De los 5.460 habitantes, Palmview estaba compuesto por el 98.85% blancos, el 0.09% eran afroamericanos, el 0.04% eran amerindios, el 0.15% eran asiáticos, el 0% eran isleños del Pacífico, el 0.62% eran de otras razas y el 0.26% pertenecían a dos o más razas. Del total de la población el 97.18% eran hispanos o latinos de cualquier raza.

## Educación
El Distrito Escolar Independiente de La Joya sirve a la ciudad.
Escuelas que sirven a la ciudad:
- Primarias: Enrique Camarena, Guillermo Flores, Henry B. González, Leo James Leo y E. B. Reyna[8]
- Secundarias: C. Chavez, Irene Garcia, Memorial y A. Richards[9]
- Preparatorias: La Joya y Palmview[10]